# Камбар батыр (эпос)
Камбар батыр – героический эпос казахского народа. Известно 19 версий эпоса.
Мейер Л, первым зафиксировавший сюжетную линию о Камбаре. Опубликовали ее в журнале «Киргизская степь Оренбургской области» (1865). Это вариант легенды, связывающей историю Камбара с историей Алтысара. Первые варианты поэмы были опубликованы под названием «Кисса-и Камбар» (1888) в Казанском университете и «Токсан үйлі тобыр» (1903) в городе Казань.
В 1902 год Абубакир Диваев записал эпос и издал в 1922 году в Ташкенте.
В 1930-е годы ее опубликовали Сакен Сейфуллин, Сабит Муканов и Мухтар Ауэзов, а в 1957 году выпустили в виде частной коллекцией. Варианты эпоса, записанные в разных регионах казахской степи, имели свои глобальные особенности.

## Тема эпоса
Основная тема эпоса «Камбар батыр» – защита земли и национальной чести. Повесть начинается с описания богатства Азимбая и его красивой 18-летней дочери  Назым, а также поиска  ей мужа. Братья Назым - Кораз, Дораз, Карымсак, Кабырчак - уникальные личности. В то же время Камбар также рассматривается как мужественный и поддерживающий свою страну батыр. Этнические детали эпоса позволяют предположить, что он родился после периода, описываемого в повести. Наряду с названием исторического врага казахского народа — Калмыки, и названиями более позднего этноса — ногай, в эпосе часто встречается этноним казах. Относительно происхождения Камбара использовались словосочетания  — Уак, «ногайский Камбар», относительно отца Назым Азимбая — «узбек». Понятно, что сюжет эпоса сначала зародился в форме легенды, а позже принял эпическую форму. Глядя на множество ономастических имен в нем, Ауелбек Коныратбаев приходит к выводу, что некоторые варианты сюжета «Камбар батыра» зародились в районе Сырдарьи. В свое время М. Ауэзов, С. Муканов, Н. Смирнова, А. Коныратбаев, М. Габдуллин и др. ученые тоже изучили и прокомментировали эпос.

## Поэтическая структура
Эпос «Камбар» издревле передавался из уст в уста. Поначалу, даже когда он была песней, ее не записывали. Поэтому поэтическая структура эпоса имеет черты песни. Прежде всего, в нем не прослеживается определенного количества стихов (четырёхстрочных, шестистишных и т. д.), разбитых на строфы. Методом желдирме оно формируется в многострочную строфу. Строфы не состоят из определенного числа строк, иногда 4-5 строк становятся одной строфой, иногда они меняются в зависимости от настроения говорящего. Иногда это строфа, состоящая из 9, иногда даже более десяти строк. Здесь стихи-песни, перешедшие на эту линию ударением речи, продолжаются в длинной и бесконечной строфе. В этом случае рифма не остается в определенных местах. На письме, например, в четырехстрочной рифме всегда рифмуются начало первой, второй и четвертой строк, но эта рифма отличается. Иногда она идет в две стороны, иногда в три-четыре, а иногда концовка и начало соприкасаются. Куплетная строка в песне также короткая. Некоторые строки состоят из семи-восьми слогов и могут быть невнятными, быстро складывающимися, вербально мелодичными, подчеркнутыми. Тот же слог, из которого состоит стихотворение, отмеряет ритм. И, особенно, будет выделяться звуковая гармония. Существует практика долго говорить о чем-то и много это повторять. Даже если сюжет повести особо не развивается, есть особенность сравнивать одну ситуацию или одну картину с различными сценами и рассматривать ее не торопясь. Поэтому, даже если развитие повести небольшое, сравнений в содержании будет много. Еще одно отличие можно увидеть из представления сравнений. Кто ягненок, кто волк, кто дикий, кто прирученный, кто лисица, кто борзая, — все это показывает, что эта героическая поэма — поэма старины. Все сравнение исходит от дикой природы. Нет никакого влияния или связи культуры и города. Естественные сравнения. Даже вид хищных зверей приравнивался к социальной структуре того времени, которая представляет собой нападение. Оно проявляется как его собственное рождение, как его собственное свидетельство. В связи с этим мы видим, что внутреннее содержание и внешний облик эпоса едины.

## Публикация
Варианты поэмы «Камбар батыр» были опубликованы У. Тухфатуллиным в 1888 году в издательстве «Университет» в Казани, И. Н. Березиным в «Турецкой хрестоматии» (том 3) в Петербурге в 1890 году, а вариант неизвестного поэта, изданный в издательстве «Каримовы» в советский период, неоднократно переиздавался с различными изменениями. Поэтому для 43-томного сборника варианты эпоса были дополнены двумя сказочными вариантами, подготовлеными А. Диваевым, Калкай, Б. Мукамбайулы, Ш. Калмагамбетовым, М. Жапаковым, А. Шокатаевым, С. Абжановым и неизвестным автором.